# Seznam přehradních nádrží v Asii
Seznam přehradních nádrží v Asii.

## Podle zemí

### Mezinárodní
- Čardarinská přehrada (Kazachstán, Uzbekistán)
- Farchadská přehrada (Tádžikistán, Uzbekistán)
- Kajrakkumská přehrada (Tádžikistán, Uzbekistán)

### Ázerbájdžán
- Mingečaurská přehrada

### Čína
- Pan-čchiao
- San-men-sia
- Tři soutěsky (hráz)

### Irák
- Mosulská přehrada
- Wadi Tharthar

### Kazachstán
- Buchtarminská přehrada
- Kapčagajská přehrada
- Usť-Kamenogorská přehrada

### Kyrgyzstán
- Toktogulská přehrada

### Rusko
- Seznam ruských přehrad

### Sýrie
- Asadovo jezero (Buhayrat al Asad)

### Tádžikistán
- Nurecká přehrada

### Turkmenistán
- Chauz-Chanská přehrada

### Uzbekistán
- Čirčik-Bozsujská kaskáda